# Iotroxinsäure
Iotroxinsäure ist ein iodhaltiges Kontrastmittel, das in der Radiologie Anwendung findet zur Darstellung der Gallenblase und -gänge. Arzneilich verwendet wird das wasserlösliche Dimegluminsalz (Iotroxat-Dimeglumin), das als Infusionslösung über 20 bis 60 Minuten intravenös verabreicht wird.
Iotroxinsäure wird aktiv von der Leberzelle sezerniert und führt wegen ihrer hohen hepatozellulären Transportrate zu einer hochgradigen Kontrastdichte in den intra- und extrahepatischen Gallengängen sowie in der Gallenblase. Eine Ausscheidung über die Nieren findet kaum statt und tritt erst ein, wenn die maximale Transportkapazität der Leberzellen überschritten wird.
Iotroxinsäure leitet sich wie die Amidotrizoesäure strukturell von der Triiodbenzoesäure ab. 1985 wurde die Iotroxinsäure in die Liste der unentbehrlichen Arzneimittel der Weltgesundheitsorganisation aufgenommen.

## Handelsnamen
Biliscopin (in D, A und CH außer Handel)